# 乌利德科纳
乌利德科纳，是西班牙加泰罗尼亚塔拉戈纳省的一个市镇。总面积127平方公里，总人口5534人（2001年），人口密度44人/平方公里。